# Grangölen, Blekinge
Grangölen är en sjö i Karlskrona kommun i Blekinge och ingår i Bruatorpsån-Lyckebyåns huvudavrinningsområde.